# 현병찬
현병찬 (玄昞璨 1942년 ~ )은 대한민국의 서예가이다. 아호는 한곬이며, 제주특별자치도 화북 출신이다. 1957년 제주사범학교 재학 시절 소암 현중화 선생에게 가르침을 받아 서예를 시작하였다. 1960년 학교에 졸업 후 바로 세화초등학교 교사가 되었다. 1980년 해정 박태준 선생에게 계속 가르침을 받아 서예 기술을 더욱 더 발전시켰다. 이 후 대한민국 서예 초대작가전(1999), 대한민국 미술대전 서예초대작가전(1996∼1999), 대한민국 현대 서예대전 초대작가전(1995∼1999), 한글서예 큰 잔치 초대, 한중서예 교류전, 제주 오끼나와 미술가 교류전, 제주말(사투리) 동경·대판 서예전 주관 및 출품을 하였다. 2000년 동화초등학교 교장이 되었으며 2003년 정년퇴임하였다. 현재는 제주도서예협회회장으로 지내고 있다. 제주특별자치도의 현판과 제주 저지문화예술인마을에 있는 표지판 글씨체는 한곬 현병찬이 쓴 작품이다. 